# Festival cinematografico internazionale di Mosca 2000
La 22ª edizione del Festival cinematografico internazionale di Mosca si è svolta a Mosca dal 19 al 29 luglio 2000.
Il San Giorgio d'Oro fu assegnato al film polacco La vita come malattia fatale sessualmente trasmessa diretto da Krzysztof Zanussi.

## Giuria
- Theo Angelopoulos ( Grecia - Presidente della Giuria)
- Caroline Ducey ( Francia)
- Irvin Kershner ( Stati Uniti)
- Samira Makhmalbaf ( Iran)
- Jiro Shindo ( Giappone)
- Sergej Solov'ëv ( Russia)
- Bahtiër Hudojnazarov ( Tagikistan)
- Zhang Yuan ( Cina)

## Film in competizione
| Film | Regista              | Nazione          |
| --- | -------------------- | ---------------- |
| Beat | Gary Walkow          | USA              |
| L'amore che non muore (La veuve de Saint-Pierre)                                                              | Patrice Leconte      | Francia, Canada  |
| L'Envol | Steve Suissa         | Francia          |
| Villa-Lobos - Uma Vida de Paixão                                                                              | Zelito Viana         | Brasile          |
| El mismo amor, la misma lluvia                                                                                | Juan José Campanella | Argentina, USA   |
| Ayollar saltanaty                                                                                             | Yusup Razykov        | Uzbekistan       |
| La vita come malattia fatale sessualmente trasmessa (Życie jako śmiertelna choroba przenoszona drogą płciową) | Krzysztof Zanussi    | Polonia, Francia |
| Erase otra vez                                                                                                | Juan Pinzás          | Spagna           |
| Početí mého mladšího bratra                                                                                   | Vladimír Drha        | Repubblica Ceca  |
| Faimosul paparazzo                                                                                            | Nicolae Mărgineanu   | Romania          |
| Leo | José Luis Borau      | Spagna           |
| Lunar Eclipse (Yue shi)                                                                                       | Wang Quan'an         | Cina             |
| Lunoj byl polon sad                                                                                           | Vitalij Mel'nikov    | Russia           |
| Senza fiato (Levottomat)                                                                                      | Aku Louhimies        | Finlandia        |
| A Mi szerelmünk                                                                                               | József Pacskovszky   | Ungheria         |
| The Spreading Ground                                                                                          | Derek Vanlint        | Canada           |
| Senke uspomena                                                                                                | Predrag Velinović    | Jugoslavia       |
| Zornige Küsse                                                                                                 | Judith Kennel        | Svizzera         |

## Premi
- San Giorgio d'Oro: La vita come malattia fatale sessualmente trasmessa, regia di Krzysztof Zanussi
- San Giorgio d'Argento Speciale: Lunoj byl polon sad, regia di Vitalij Mel'nikov
- San Giorgio d'Argento:
  - Miglior Regista: Steve Suissa per L'Envol
  - Miglior Attore: Clément Sibony per L'Envol
  - Miglior Attrice: Maria Simon per Zornige Küsse
- Premio FIPRESCI: Lunar Eclipse, regia di Wang Quan'an
- Menzione Speciale: L'Envol, regia di Steve Suissa
- Premio onorario per il contributo al cinema: Gleb Panfilov